# 전쟁 노력

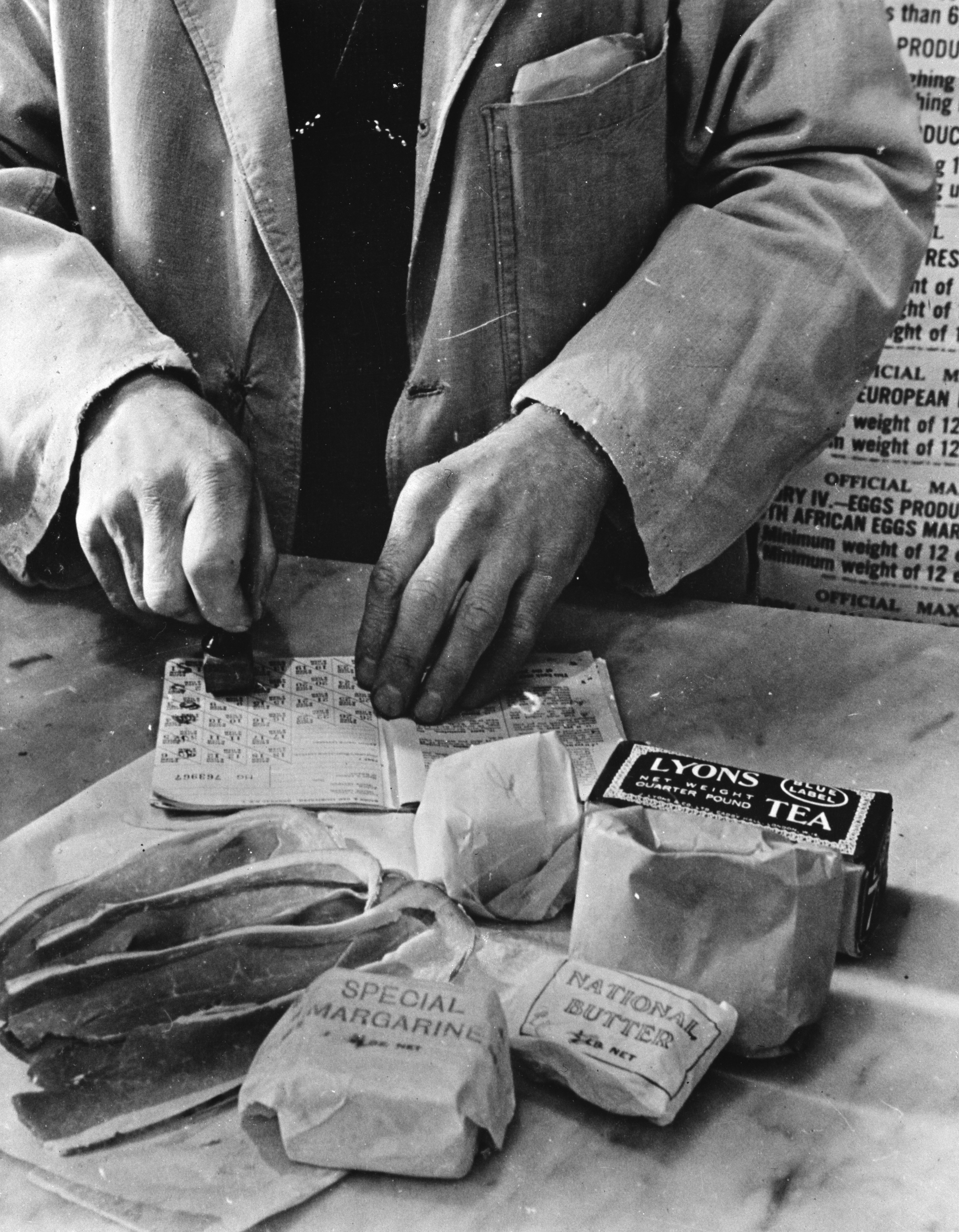
민간인 배급 (물자): 한 상인이 영국 주부의 배급표에서 쿠폰을 취소하고 있다.

전시 노력은 특히 전쟁 상태에서 군대를 지원하기 위한 산업 부문과 민간인 양쪽의 사회 자원에 대한 조직적인 동원령이다. 문화의 군국주의, 군대의 상대적 규모와 이를 지원하는 사회, 정부의 형태, 군사 목표에 대한 유명한 지지에 따라 이러한 전시 노력은 작은 산업에서 사회의 완전한 지배에 이르기까지 다양할 수 있다.
많은 사회가 소급적으로 전시 노력에 참여한 것으로 인식되었지만, 이 개념은 18세기 마지막 10년이 되어서야 일반적으로 사용되었다. 당시 프랑스 혁명의 지도자들은 국민개병과 군주정 세력이 프랑스 정부를 다시 장악하는 것을 막기 위한 사회의 일반적인 동원을 요구했다.
이 개념은 그 후 러시아, 영국, 미국에 의해 특히 제1차 세계 대전과 제2차 세계 대전 중에 채택되고 사용되었다. '전시 노력'이라는 용어는 이러한 노력과 함께 만들어졌다.

## 경제
특정 사회, 특히 유랑민 습격자 및 몽골인과 같은 유목 기병 사회는 군대에 전시 노력과 유사한 지원을 제공하는 데 전문화되었지만, 물자, 생산 수단 및 인력을 군사 지원으로 전환하는 전문화된 전시 노력의 개념은 산업 혁명의 증가된 전문화와 함께 비로소 일반적으로 사용되었다. 이전에는 대부분의 군사 물자가 경제의 일반적인 요소(식량, 의류, 말)이거나 해당 작업에 전념하는 산업(주로 무기 및 군용 차량)에 의해 전쟁 목적으로만 생산되는 전문화된 도구였다.
더욱이, 봉건 제도 사회에서는 인구의 대다수를 차지하는 농민들이 종종 전쟁을 귀족들의 사업으로 여겼고, 다른 나라의 귀족정과의 전쟁에서 자국의 승리를 돕기 위해 특별한 노력을 기울여야 할 의무를 느끼지 않았다. '국민'에게 속하는 국가라는 현대적 개념은 전쟁이 모든 사람의 사업이며, 전투원이든 아니든 모든 사람이 적극적으로 승리에 기여해야 한다는 동반되는 가정을 수반했다.
평시 사회 및 경제 요소를 전시 용도로 교차 사용하는 것은 인력 부족과 군대의 대규모화, 그리고 전쟁 생산에 사용되는 특수 재료(고무, 알루미늄, 강철 등) 때문에 중요해졌다. 전시 용도로의 전환과 관련된 복잡한 결정은 또한 조직과 관료제를 필요로 했으며, '전시 노력'이라는 용어는 이러한 집단적인 업무를 설명하기 위해 만들어졌다.

전시 노력의 개념에는 전체 사회가 어떤 식으로든 기여해야 한다는 암묵적인 기대가 포함되어 있었다. 이는 사기 (의욕) 향상과 자원 보존이라는 두 가지 목적을 달성하는 데 기여했다. 
전시 노력은 기업 성장을 돕는 데도 사용되었다. 일례로 군대가 보잉과 같은 회사와 계약하여 전쟁 자원을 생산하도록 하는 것이었다. 이는 결국 그러한 회사들의 혁신과 기술 발전을 위한 여지를 마련해주었다.
밀접하게 관련된 개념은 국내 전선인데, 이는 전시 활동(특히 산업 생산)에 참여하는 민간인들이 사실상 자신들만의 '전선'에서 적과 싸우고 있으며, 그들의 '싸움'의 결과(생산성 향상, 노동 분규 자제, 파업 등)가 승리와 패배의 차이를 결정할 수 있다는 것이다.

## 같이 보기
- 경제전
- 국내 전선
- 산업전
- 군수물자
- 총력전
- 전시 경제

제2차 세계 대전:
- 제2차 세계 대전 기간 국내 전선
- 제2차 세계 대전 기간 미국의 국내 전선